# Seznam kazahstanskih smučarskih skakalcev
Seznam kazahstanskih smučarskih skakalcev

## D
- Nikita Devjatkin

## F
- Stanislav Filimonov

## G
- Pavel Gajduk

## K
- Nikolaj Karpenko
- Aleksander Korobov
- Aleksej Korolev
- Ilja Kratov

## M
- Sabiržan Muminov

## N
- Svjatoslav Nazarenko
- Roman Nogin

## P
- Aleksej Pčelincev
- Maksim Polunin

## S
- Konstantin Sokolenko

## T
- Sergej Tkačenko
- Nuršat Tursunžanov

## V
- Danil Vasiljev
- Dionis Vodnev

## Ž
- Marat Žaparov
- Radik Žaparov